# 2012年葉門總統選舉
2012年葉門總統選舉（阿拉伯語：الانتخابات الرئاسية اليمنية 2012）於2012年2月21日在也门舉行。時任葉門副總統阿卜杜拉布·曼苏尔·哈迪為此次選舉中唯一的候選人，在當選後於2月25日宣誓就職。此次選舉是迄今最近一次的葉門總統選舉。

## 概要
由於2011年葉門反政府示威，執政長達33年的首任也门总统阿里·阿卜杜拉·萨利赫在海湾阿拉伯国家合作委员会和联合国的斡旋下於2011年11月23日在沙特阿拉伯首都利雅德簽署協議，同意交付權力予時任葉門副總統的阿卜杜拉布·曼苏尔·哈迪；11月26日，哈迪宣布次屆葉門總統選舉將於2012年2月21日舉行。
時任也门总理穆罕默德·萨利姆·巴桑杜表示，最大的在野黨聯盟政黨聯席會議與執政黨全國人民大會達成共識，提名哈迪為此次選舉中唯一的候選人。
北葉門地區反政府武裝組織胡塞运动表示將抵制選舉，不過同時也表示不會阻止民眾前往投票；南葉門地區分裂主義組織南方運動亦稱將抵制選舉。葉門警方表示，已將部分企圖強行阻止人民投票的「強硬派份子」逮捕。

## 結果
哈迪共獲得6,621,921票（得票率達100%），順利當選第二任葉門總統；中國、美国、英国、俄罗斯、法国、西班牙、古巴等多個國家皆表示祝賀。
| 候選人                       | 所屬政黨     | 得票數     | 百分比（%） |
| ---------------------------- | ------------ | ---------- | ----------- |
| 阿卜杜拉布·曼苏尔·哈迪       | 全國人民大會 | 6,621,921  | 100         |
| 廢票                         | －           | 13,271     | －          |
| 總計                         | －           | 6,635,192  | 100         |
| 登記選民及投票率             | －           | 10,243,364 | 64.78       |
| 資料來源：國際選舉系統基金會 |              |            |             |

## 影響
哈迪於2012年2月25日在眾議院宣誓就職；同日，哈迪停置於哈德拉毛省首府穆卡拉总统府的一部車輛遭到自殺炸彈客襲擊，導致26名也门共和国卫队隊員喪生。
2012年2月27日，薩利赫正式將權力移交給哈迪，辭去總統一職。